# Kurve Kassel
| Geplanter Verlauf der Strecke sowie umliegende Bahnstrecken |                      |                                               |                                               |
| Streckennummer (DB): | 3928                 |                                               |                                               |
| Streckenlänge: | 5,4 km               |                                               |                                               |
| Spurweite: | 1435 mm (Normalspur) |                                               |                                               |
| Streckenklasse: | D4                   |                                               |                                               |
| Stromsystem: | 15 kV 16,7 Hz ~      |                                               |                                               |
| Maximale Neigung: | 10 ‰                 |                                               |                                               |
| Streckengeschwindigkeit: | 100 km/h             |                                               |                                               |
| |                      |                                               |                                               |
| \| \| \| von Warburg \| \| \| \| \| Espenau-Mönchehof \| 240 m \| \| \| \| nach Kassel \| \| \| \| \| Tunnel (ca. 2,6 km, geplant)[1] \| \| \| \| \| von Kassel (Südbahn, höhenfrei) \| \| \| \| \| von Würzburg (Schnellfahrstrecke, höhenfrei) \| \| \| \| \| Fuldatal-Ihringshausen \| 182 m \| \| \| \| nach Hannover (Schnellfahrstrecke, höhenfrei) \| \| \| \| \| nach Hannover (Südbahn) \| \| \| \| \| \| \| \| Quellen: [2][3][4] \| \| \| \| |                      |                                               |                                               |
| Strecke |                      | von Warburg                                   | von Warburg                                   |
| Bahnhof |                      | Espenau-Mönchehof                             | 240 m                                         |
| Abzweig ehemals geradeaus und nach rechts |                      | nach Kassel                                   | nach Kassel                                   |
| Tunnel (Strecke außer Betrieb) |                      | Tunnel (ca. 2,6 km, geplant)                  | Tunnel (ca. 2,6 km, geplant)                  |
| Abzweig ehemals geradeaus und von rechts |                      | von Kassel (Südbahn, höhenfrei)               | von Kassel (Südbahn, höhenfrei)               |
| Abzweig geradeaus und von rechts |                      | von Würzburg (Schnellfahrstrecke, höhenfrei)  | von Würzburg (Schnellfahrstrecke, höhenfrei)  |
| Bahnhof |                      | Fuldatal-Ihringshausen                        | 182 m                                         |
| Abzweig geradeaus und nach rechts |                      | nach Hannover (Schnellfahrstrecke, höhenfrei) | nach Hannover (Schnellfahrstrecke, höhenfrei) |
| Strecke |                      | nach Hannover (Südbahn)                       | nach Hannover (Südbahn)                       |
| |                      |                                               |                                               |
| Quellen: |                      |                                               |                                               |

Die Kurve Kassel ist eine geplante Verbindungsstrecke im Norden von Kassel, die für den Güterverkehr eine direkte Verbindung zwischen Warburg bzw. dem Ruhrgebiet und Halle herstellt. Die Strecke soll im Bahnhof Espenau-Mönchehof von der Bahnstrecke Warburg–Kassel abzweigen und zum Bahnhof Fuldatal-Ihringshausen an der Bahnstrecke Hannover–Kassel führen, über die die Bahnstrecke Halle–Hann Münden erreicht wird.

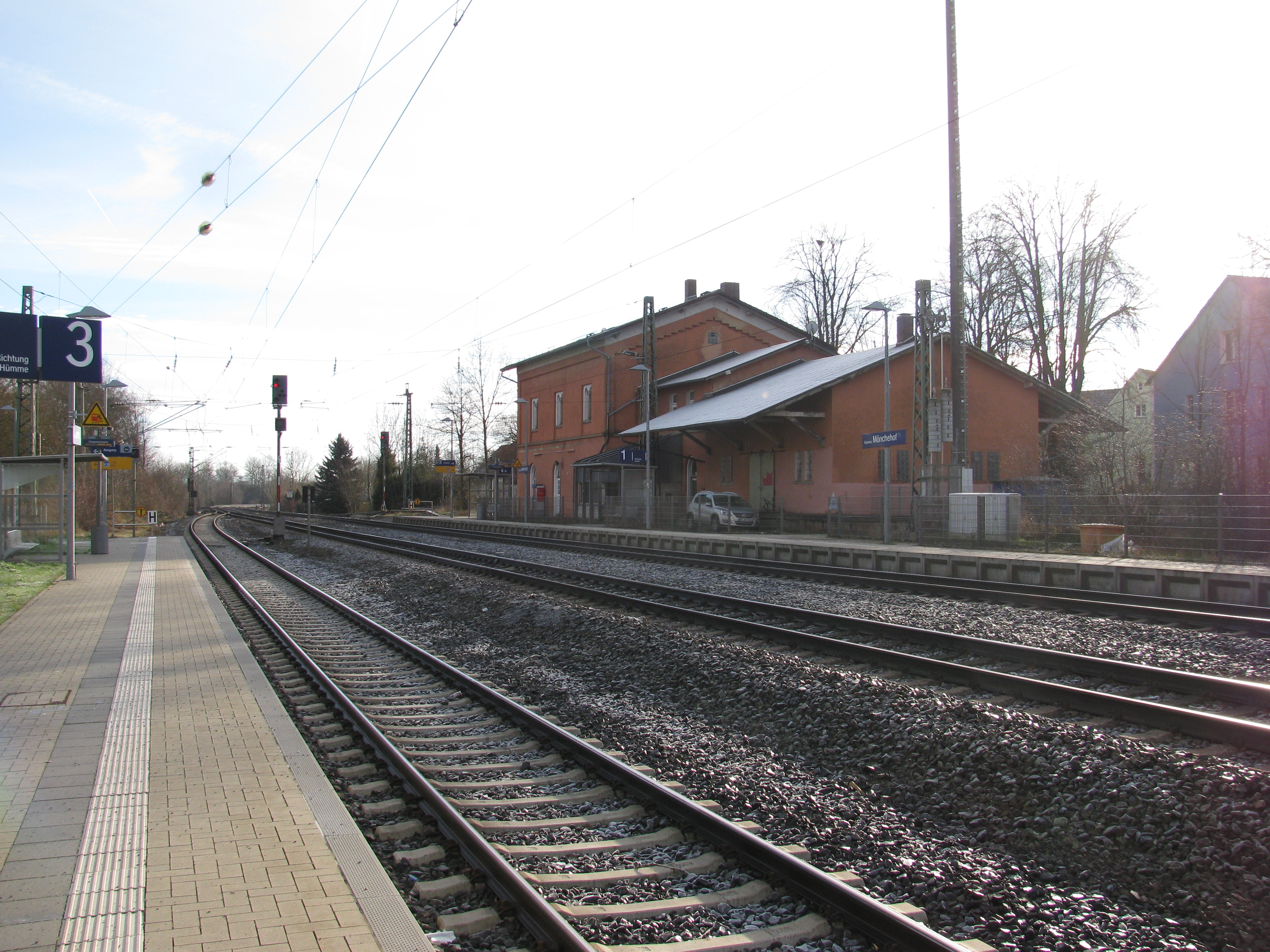
Geplante Abzweigung der Kurve Kassel im Bahnhof Espenau-Mönchehof (im Hintergrund)

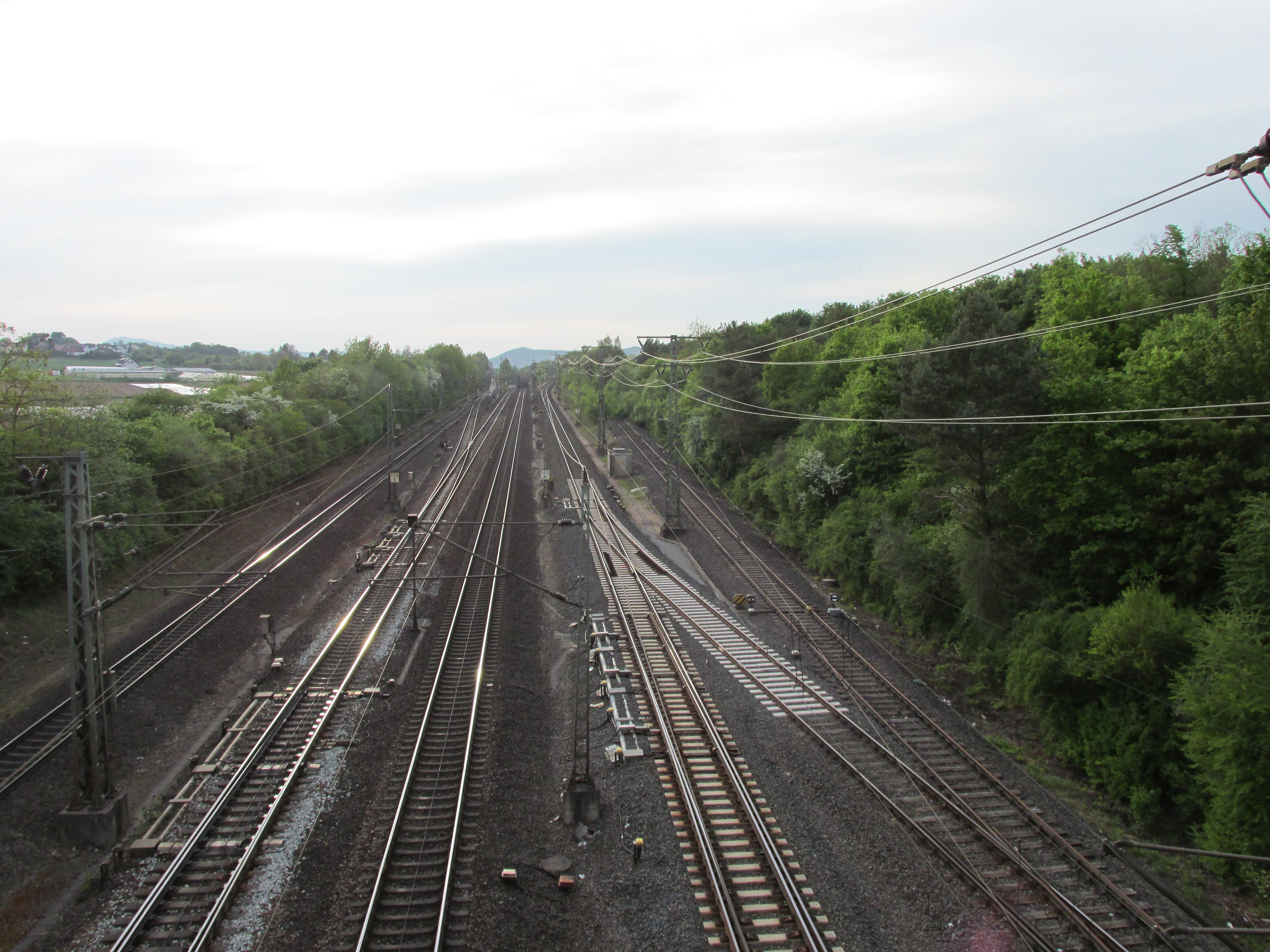
Im Westkopf des Bahnhofs Fuldatal-Ihringshausen soll die Kurve Kassel außen in die Strecke nach Hann. Münden einfädeln.

Die 6,5 Kilometer lange eingleisige Strecke soll auf etwa 2,4 km im Tunnel verlaufen. Auf dem übrigen Teil sind auf etwa 3 Kilometer Länge zusätzlich Puffergleise vorgesehen, die die Streckenführung außerhalb des Tunnels größtenteils zweigleisig darstellen lassen. Die Einfädelung in Ihringshausen erfolgt höhenfrei an den äußeren Gleisen.
Regulärer Personenverkehr ist auf der Strecke nicht vorgesehen.

## Geschichte

### Hintergrund
Die Verbindung Hamm–Altenbeken–Kassel–Halle stellt eine der kürzesten Strecken zwischen dem Ruhrgebiet und dem Raum Halle dar. Auf dieser Verbindung ist jedoch ein Richtungswechsel im Rangierbahnhof Kassel notwendig, weshalb Güterzüge auf dieser Relation überwiegend über Minden, Hannover und Magdeburg verkehren. Um insbesondere die Knoten Hannover und Magdeburg zu entlasten, wurde die Verbindungsstrecke 2016 unter dem Titel ABS Paderborn – Halle (Kurve Mönchehof – Ihringshausen) als Vordringlicher Bedarf – Engpassbeseitigung in den Bundesverkehrswegeplan 2030 und in das Bundesschienenwegeausbaugesetz aufgenommen. Das Nutzen-Kosten-Verhältnis betrug 15,6. Außerdem war sie als eines von acht Schienenprojekten im Maßnahmengesetzvorbereitungsgesetz enthalten. Bereits im Bundesverkehrswegeplan 2003 war eine Verbindungskurve zwischen Mönchehof und Speele enthalten, zu diesem Zeitpunkt jedoch nur als weiterer Bedarf.
Auf Grundlage der Zugzahlenprognose 2030 wurde von 38 Güterzügen pro Tag ausgegangen, die auf der Strecke verkehren sollten.

### Variantenentscheid

2019 vorgestellte Varianten der Kurve Kassel

2018 wurde mit ersten Vorplanungen begonnen und ein Runder Tisch mit betroffenen Kommunen und Verbänden eingerichtet. Der Suchraum für die Kurve Kassel erstreckt sich über den Bereich von Immenhausen und Wilhelmshausen im Norden bis Kassel Rbf im Süden. 2019 wurden fünf Varianten vorgestellt, die während des Planungsprozesses teilweise noch überarbeitet wurden.
Die Varianten 1 bis 3 sahen eine etwa geradlinige Verbindung zwischen Immenhausen bzw. Espenau-Mönchehof im Westen und Bonaforth bzw. Speele im Osten vor. Da sie FFH-Gebiete zerschnitten hätten, wurden diese Varianten ausgeschlossen. Die Variante 4, von der drei Untervarianten vorgestellt wurden, umfasst eine weiter südlich im Bahnhof Espenau-Mönchehof abzweigende Strecke, die im Bogen um Vellmar nach Fuldatal-Ihringshausen führt. In der Variante 5 war eine Verbindungskurve nördlich des Rangierbahnhofs vorgesehen, welche über ein Brückenbauwerk die dort im spitzen Winkel aufeinandertreffenden Strecken verbindet.
Frühere Planungen der Variante 4 sahen eine höhengleiche Einfädelung im Bahnhof Fuldatal-Ihringshausen vor. Da sich an dieser Stelle noch die Schnellfahrstrecke Hannover–Würzburg zwischen den Gleisen der Strecke Hannover–Kassel befindet, wäre eine Verbindung zum Richtungsgleis nach Hann. Münden erst weiter östlich nach der Ausfädelung der Schnellfahrstrecke umsetzbar gewesen. Von der Kurve kommende Züge hätten somit zunächst 1600 Meter das Gegengleis nutzen müssen, was zu Kapazitätseinschränkungen auf den Strecken geführt hätte. Daher wurde im Januar 2021 eine höhenfreie zweigleisige Ausfädelung vorgestellt, die diesen Konfliktpunkt entschärft. Im Oktober 2023 gab die DB Netz eine Machbarkeitsstudie für eine höhenfreie Variante der Anbindung in Espenau-Mönchehof in Auftrag.
Am 29. März 2021 wurde die Variante 4B als Vorzugsvariante festgelegt und im Dezember 2021 in das Raumordnungsverfahren eingebracht. Dieses wurde am 29. Januar 2024 abgeschlossen. Dabei bestätigte das Regierungspräsidium Kassel die Variante 4B unter dem Vorbehalt der wasserrechtlichen Genehmigungsfähigkeit.
In der Vorplanung wurde nominale Kosten von ca. 556 Mio. Euro ermittelt und der Gesamtwert des Projekts einschließlich eines Risikozuschlags von ca. 886 Mio. Euro mit ca. 1,24 Mrd. Euro prognostiziert.
Der Bericht über die Vorplanung wurde im Juli 2023 für die parlamentarische Befassung dem Bundestag zugeleitet. Dieser bestätigte am 21. März 2024 die Vorzugsvariante und beschloss, von drei zusätzlichen Maßnahmen entlang der Bestandsstrecken, die von der Region gefordert wurden, zwei zu unterstützen: Parallel zum Projekt sollen demnach zusätzliche Lärmschutzmaßnahmen für etwa 100 Mio. Euro umgesetzt und fünf Bahnübergänge beseitigt werden.
Nachdem die Vorplanung abschlossen war, beabsichtigte das Bundesverkehrsministerium im Sommer 2024, die Planung der Kasseler Kurve aus haushaltspolitischen Gründen zunächst nicht fortzusetzen. Im März 2025 war das Projekt in der Entwurfs- und Genehmigungsplanung. Die DB InfraGO rechnete mit der Einreichung des Planfeststellungsantrags im Jahr 2027 und der Erteilung des Planfeststellungsbeschlusses drei bis vier Jahre später.

### Alternativen
Von Teilen der regionalen Politik sowie eigens gegründeter Bürgerinitiativen in den betroffenen Gemeinden Fuldatal, Vellmar und Immenhausen wird das Projekt wegen befürchteter Lärmbelästigung und Landschaftseingriffen abgelehnt und stattdessen ein Ausbau der weiter nördlich verlaufenden 34 Kilometer kürzeren Verbindung Altenbeken–Northeim–Nordhausen gefordert. Um diese zu ertüchtigen, müssten die Streckenabschnitte Nordhausen–Northeim, Northeim–Ottbergen und Ottbergen–Langeland elektrifiziert werden.
Die Kosten für die Elektrifizierung sowie der Verlängerung von drei Kreuzungsgleisen auf 740 m Länge schätzte die Deutsche Bahn auf 437 Mio. Euro, während die Kosten für die Kurve Kassel je nach Variante auf 200–600 Mio. Euro geschätzt werden. Die reine Fahrzeit von Nordhausen nach Benhausen über Northeim wäre mit 2:45 h nur unwesentlich länger als über die Kurve Kassel (je nach Variante 2:30–2:40 h). Eine Untersuchung der Deutschen Bahn ergab jedoch, dass es tagsüber auf den eingleisigen Streckenabschnitten Nordhausen–Walkenried und Northeim–Ottbergen regelmäßig zu Konflikten mit dem Nahverkehr und Güterverkehr der Gegenrichtung kommen würde, sodass Fahrzeiten von etwa vier Stunden zu erwarten seien.  Ein zweigleisiger Ausbau könne die Fahrzeiten erheblich reduzieren, würde die Kosten jedoch weiter erhöhen.